# Ourapteryx leucopteron
Ourapteryx leucopteron là một loài bướm đêm trong họ Geometridae.